# José Davila

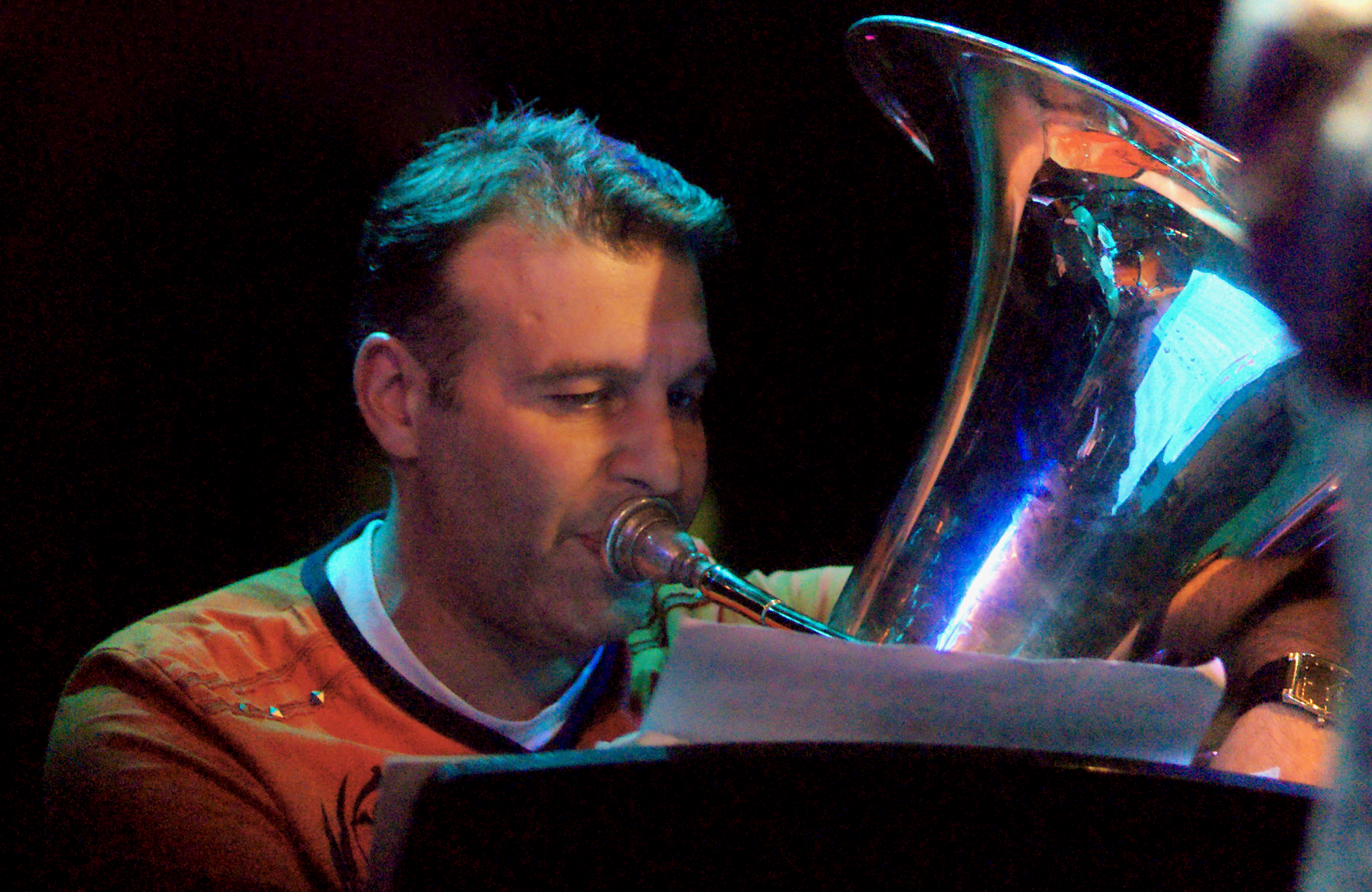
José Davila bei einem Auftritt mit Henry Threadgill & Zooid, 16. November 2011

José Davila ist ein puerto-ricanischer Jazzmusiker (Posaune, Tuba).

## Leben und Wirken
Davila wuchs an der amerikanischen Ostküste auf und studierte Musik an der University of Connecticut und am Mannes College of Music. Danach arbeitete er in der New Yorker Musikszene im Bereich des traditionellen und modernen Jazz, des Salsa und der klassischen Musik. Er war Mitglied von Henry Threadgills Formation Zooid (Up Popped the Two Lips, 2001); außerdem arbeitete er mit Liberty Ellman und Steve Lehman. Er wirkte auch bei dem für den Grammy nominierten Salsa-Aufnahmen des Spanish Harlem Orchestra (Un Gran Dia en el Barrio) und der Soneros del Barrio (Remembranzas und Siguendo la Tradicion) mit. 1985 gastierte er mit der Band Orange Then Blue auf dem Jazzfest Berlin.
Davila spielte im Laufe seiner Karriere auch in den Bands von Ray Charles, Andrew Hill, Tito Puente, Celia Cruz, Marc Anthony, Eddie Palmieri, Ray Anderson, Butch Morris, Ted Nash, ferner im Lincoln Center Afro Latin Jazz Orchestra, dem American Symphony und dem New York City Opera Orchestra.
Im Bereich des Jazz war er zwischen 1995 und 2010 an 12 Aufnahmesessions beteiligt,
außer den Genannten bei Norah Jones (Not too Late, 2006), Erika Stucky und Anthony Braxton (Composition No. 19 For 100 Tubas).

## Diskographische Hinweise
- Erika Stucky: Bubbles-Bones (Traumton, 2001)
- Henry Threadgill’s Zooid: Up Popped the Two Lips (Pi Recordings, 2001)
- Andrew Hill: A Beautiful Day (Palmetto Records, 2002)
- Liberty Ellman: Ophiuchus Butterfly (Pi, 2006)
- Henry Threadgill’s Zooid: This Brings Us To Volume 1 (Pi, 2009)
- Steve Lehman Octet: Travail, Transformation and Flow (Pi, 2009)
- Henry Threadgill’s Zooid: Tomorrow Sunny / The Revelry, Spp (Pi, 2012)
- Liberty Ellman: Last Desert (Pi, 2020)
- Henry Threadgill: The Other One (Pi, 2023)